# Robot Jox – Die Schlacht der Stahlgiganten
Robot Jox – Die Schlacht der Stahlgiganten (Originaltitel: Robot Jox) ist ein im Jahr 1989 auf dem Sitges Festival Internacional de Cinema Fantàstic de Catalunya erschienener Science-Fiction-Film. Regie führte Stuart Gordon, die Hauptdarsteller sind Gary Graham, Anne-Marie Johnson und Paul Koslo. In Deutschland erschien er am 2. November 1990 auf Video.

## Hintergrund
Fünfzig Jahre nach dem nuklearen Holocaust des Dritten Weltkrieges (vermutlich während des Kalten Krieges zwischen den USA und der Sowjetunion), in dem beinahe die gesamte Menschheit ausgelöscht worden wäre, sind offene Kriege von den überlebenden Nationen strikt verboten worden. Diese haben sich schließlich in zwei sozial-politisch oppositionelle Supernationen zusammengeschlossen; das amerikanisch beeinflusste „Bündnis“ (im Original Market) und die russisch dominierte Konföderation (Confederation).
Um Kriege zu vermeiden, einigten sich das Bündnis und die Konföderation darauf, bei Territorialstreitigkeiten stattdessen gladiatorartige Schaukämpfe mit riesigen, bemannten Kampfrobotern abzuhalten. Diese werden in Zweikämpfen ausgetragen. Bewaffnet sind diese Kampfroboter mit Maschinengewehren, Raketen, Lasern sowie mit geheimen Waffen und Ausrüstungsgegenständen (konföderierte Spione gelangen immer wieder an die Pläne der Geheimwaffen des Bündnisses). Auch können sich diese Kampfroboter in Raumfahrzeuge verwandeln, um im All zu kämpfen, oder sich auch in Kettenfahrzeuge transformieren. Die Piloten dieser Maschinen werden Robot Jockeys, kurz Robot Jox genannt und werden als Nationalhelden gefeiert. Die Schaukämpfe werden Robo Games (im Original bloß Games) genannt. Sie werden im abgelegenen Ödland abgehalten, weit entfernt von bewohnten Gebieten. Die offenen Arenen haben eine Größe von mehreren Fußballfeldern. Alle Wettstreits bestehen aus zwei Phasen; dem Eröffnungskampf mit Fernwaffen, bei dem jeder auf seiner Seite des Feldes bleibt, gefolgt von einer zweiten; der Nahkampfphase mit Fäusten, Tritten, Schweißbrennern, Sägewaffen und Blendgranaten. Die Nutzung von Fernwaffen ist in der zweiten Phase verboten. Der Kampf wird durch vier neutrale Schiedsrichter beaufsichtigt, die mit schwebenden Gleitern das Geschehen auf Fairness verfolgen. Weil es sehr belastend und gefährlich ist einen Kampfroboter zu steuern, wird von einem Robot Jox verlangt einen Vertrag zu unterschreiben der besagt, dass sie insgesamt zehn Kämpfe absolvieren müssen.
Um ihren eigenen Robot Jox während des Kampfes anzufeuern, können Zuschauer die Kämpfe von einer überdachten, mit transparenten Schutzschilden ausgestatteten Tribünen aus verfolgen, einer unterzeichneten Sicherheits-Verzichtserklärung vorausgesetzt. Alternativ werden große Filmleinwände in Städten zum Public Viewing aufgestellt, um den Wettkampf live zu verfolgen und zusätzlich über Fernseh- und Radiosendern übertragen. Auch werden vor den Kämpfen Wetten auf den Sieger abgeschlossen.

## Handlung
Der Film startet während eines Konfliktes als die Konföderation das Territorium Alaska für sich beansprucht. Das Bündnis muss sein Territorium verteidigen, es geht um die Bodenschätze, Rohstoffe und den Territorialanspruch von Alaska. Zudem will es aus Prestigegründen keinen amerikanischen Boden an die Konföderation verlieren.
Jim (Kampfname „Achilles“) ist der beste Robot Jox des Bündnisses und letzter Überlebende seiner Einheit, zieht in Betracht gegen den skrupellosen Robot Jockey Alexei (Kampfname „Alexander“) der Konföderation, der alle Mitglieder seiner Einheit tötete, anzutreten. Es kommt im Death Valley schließlich zum Kampf zwischen den beiden. Doch der hinterlistige Alexander foult und benutzt unfaire Methoden. Achilles gelingt es zwar Alexanders Roboter in der Nahkampfphase umzuhauen, doch Alexander feuert illegalerweise in der Nahkampfphase eine Raketenfaust ab, die in eine Zuschauertribüne einzuschlagen droht. Achilles versucht mit seinem Roboter die Raketenfaust Alexanders aufzuhalten, als er von ihr getroffen strauchelnd in eine Zuschauertribüne fällt und dies über dreihundert Menschen das Leben kostet. Achilles zieht sich daraufhin aus dem aktuellen Kampfgeschehen zurück, da es auch sein vertraglich vorgeschriebener zehnter und somit letzter Kampf war. Achilles entscheidet sich bei der Familie seines Bruders zu leben und wird von der Öffentlichkeit als Feigling gebrandmarkt, da er den Kampf mit Alexander nicht fortsetzt. An seine Stelle tritt nun Athena, eine genetisch modifizierte Retorten-Kriegerin („Gen Jox“). Das Gen-Jox-Programm wurde von Professorin Laplace ins Leben gerufen und soll die nächste Generation der Robot Jox darstellen.
Währenddessen entlarvt der Waffenkonstrukteur Dr. Matsumoto, dass Achilles Trainer und ehemalige Robot Jox Tex Conway der gesuchte Spion ist, der die Geheimwaffenpläne an die Konföderation weiterleitete, wodurch sie viele Siege davontrug. Als Tex dagegen protestiert von den neuen Waffen zwecks Training ausgeschlossen zu werden, konfrontiert Matsumoto ihn damit. Tex gesteht, erschießt ihn, lässt es nach Selbstmord aussehen und lügt sein Team an, dass Matsumoto der gesuchte Spion war. Doch konnte Matsumoto vorher eine Videoaufnahme starten, welche er eigentlich zum Schutz vor einem Spionage-Leck mit Informationen zur Anwendung der neuen Geheimwaffe nutzen wollte und mit der das Geschehen unbemerkt von Tex auf Band festgehalten wurde.
Als Achilles erfährt, dass Athena gegen Alexander antreten soll, nimmt er seinen Dienst wieder auf, um sie zu schützen, da er sich in sie verliebt hat. Jedoch tut er dies unter der Bedingung, dass ab sofort aus Sicherheitsgründen keine Zuschauer mehr anwesend sein dürfen. Athena ist tief gekränkt, dass sie um den Kampf betrogen wurde. Sie betäubt Achilles in seiner Wohnung und setzt ihn dort fest. Athena verschafft sich in Achilles Kampfanzug mit geschlossenem Helmvisier Zugang zum Roboter. Sie wird zu spät erkannt, kann nicht mehr aufgehalten werden und betritt die Arena. Achilles kommt zu sich, kann sich mittlerweile aus seiner Wohnung befreien und eilt zum Kampfplatz. Das Bündnis-Team bittet um einen Schiedsspruch, da sich Athena ohne ihre Erlaubnis den Kampf stellt, doch ist es ihnen egal wer den Roboter steuert, solange er die Arena betritt gilt der Kampf. Achilles erreicht schließlich die Kommandozentrale und gibt Athena Tipps, da sie schon antritt und es sich nicht mehr ändern lässt. Als sie die aufgezeichnete Videoeinweisung für die neue geheime Blendwaffe abspielt, sieht sie und die Zentrale die Szene in der Tex gesteht ein Spion zu sein und Dr. Matsumoto tötet. Bevor er gefasst werden kann und wegen Spionage hängen muss, stürzt sich Tex im Hangar zu Tode. Währenddessen kommt es zwischen Athena und Alexander zum Kampf, wobei sie in der Nahkampfphase bewusstlos wird. Da Athena bewusstlos ist, ordnen die Schiedsrichter an, den Kampf abzubrechen, womit Alexander zum Sieger erklärt wird. Erst da bemerkt Alexander, dass es sich bei seinem Kontrahenten nicht um Achilles, sondern eine Gen-Jox-Frau handelt.
Achilles kommt herbeigeeilt, lässt Athena in Sicherheit bringen und nimmt ihren Platz im Roboter ein. Obwohl Alexander bereits zum Sieger erklärt wurde, räumt er nicht wie von den Schiedsrichtern und seinem Trainer befohlen das Feld. Er droht disqualifiziert zu werden, was einen Sieg für das Bündnis bedeuten würde. Auch Achilles bekommt den Befehl den Kampf nicht fortzuführen. Doch beide schlagen die Warnungen in den Wind und nehmen den Kampf aus persönlichem Ehrgeiz wieder auf. Der Kampf verlagert sich ins All, wobei Achilles Roboter am Fuß von einer Rakete stark beschädigt wird. Nach einem Rücksturz zur Kampfarena transformiert Achilles seinen Roboter zu einem Kettenfahrzeug und kämpft weiter. Doch als das Cockpit seines Roboters zerstört wird, steigt er aus und kann die von Alexanders Roboter zuvor von Athena abgetrennte Raketenfaust kurzschließen und auf ihn abfeuern, wobei Alexanders Roboter zerstört wird. Alexander gelingt es jedoch auszusteigen. Beide kämpfen nun Mann gegen Mann mit Wrackteil-Eisenstangen und Fäusten. Achilles ruft Alexander zu, dass es nun genug sei, worauf er antwortet sie sind beide tot, da sie Robot Jox sind. Achilles sagt ihm, dass ein Kampf nicht zwingendermaßen mit dem Tod eines Jockeys enden muss und sie beide weiterleben können. Völlig erschöpft und verletzt schließen beide mit dem Robot-Jox-Faustgruß „zerstören und verbrennen“ (crash and burn) Frieden.

## Kritiken
„Relativ solide inszeniertes Science-Fiction-Spektakel mit Anleihen beim Western und Motiven der antiken Tragödie.“

„Gordon hat sich in seine blutrünstigen Effekten (…) sehr zurückgehalten und handhabt die subtilen, humorvollen Pulp-Science-Fiction-Elemente mit sicherer Hand und verleiht somit dem Film ein zusammenhängendes Comic-Flair in der Tradition von Bands TRANCERS und SWORDKILL (1984).“

„Joe Haldeman, was schreibst du bloß für Sachen. Stuart Gordon, was inszenierst du bloß für Filme.“

„Mit recht durchsichtigen Modelltricks aufgemotzte Variante der „Transformers“-Geschichten, in der Regisseur Stuart Gordon rein gar nichts von jenem nachtschwarzen Humor beweist, der ihn nach "Re-Animator" und "From Beyond" zum Hoffnungsträger des phantastischen Films gemacht hat.“

## Filmpreise
Nominiert für den International Fantasy Film Award (1990), Kategorie: Bester Film.

## Wissenswertes
- Ursprünglich wollte Joe Haldeman den Filmtitel The Mechanics nennen, Stuart Gordon bestand jedoch auf Robojox. Als Orion Pictures aufgrund der Ähnlichkeit zu ihrem Filmtitel RoboCop mit einer Klage drohte, wurde der Film schließlich in Robot Jox umbenannt.
- Das Budget für den Film sollte 10 Mio. US-Dollar betragen, es wurden jedoch lediglich (je nach Angabe) 6,5 bis 7 Mio. bereitgestellt. Es war der teuerste Film, den Empire Pictures je produziert hat.
- Drehort war unter anderem Italien.
- Haldeman schnappte den Crash-and-Burn-Gruß von Motorradrennfahrern während der Speedweeks in Daytona Beach, Florida auf.[2]
- Robot Jox 2 – Krieg der Stahlgiganten von 1993 erschien in Deutschland zwar unter diesem Titel, heißt aber im amerikanischen Original Robot Wars und hat mit der Geschichte des „ersten Teils“ eigentlich nichts gemein. Der Film ist auch unter Robot Jox 2: Robot Wars bekannt.
- 1996 erschien Robo Warriors – Die Schlacht der Kampfgiganten (auch Robo Adventure – Rettet die Erde) der aber nicht Robot Jox 3 heißt und ebenfalls nichts mit der Geschichte von Robot Jox zu tun hat. Der amerikanische Originaltitel lautet Robo Warriors.
- Crash and Burn – Kampf der Roboter von Charles Band aus dem Jahr 1990 wurde ebenfalls zum Teil auf dem europäischen Markt als Robot Jox 2 verkauft und hat ebenfalls mit der Geschichte von Robot Jox – Krieg der Stahlgiganten nichts gemeinsam. In einem Trailer zu Crash and Burn auf der Robot-Jox-DVD ist sogar von Robot Jox 3 die Rede.
- Der Song The Becoming aus dem Album The Downward Spiral der Band Nine Inch Nails aus dem Jahr 1994 nutzt Samples der Schreie der sterbenden und verletzten Zuschauer aus dem Film.[3]
- 1934 hatte der französische Professor und Militäringenieur Felix Gaston Gauthier die Idee, bzw. „Vorhersage“, dass zukünftig 1000 Fuß große, (allerdings) ferngesteuerte Kampfroboter die Schlachten der Menschheit austragen.[4]
- Das Computerspiel Metal Masters aus dem Jahr 1991 ist offensichtlich von Robot Jox inspiriert worden, so kämpfen ebenfalls pilotierte Kampfroboter in gladiatorartigen Zweikämpfen in Arenen gegeneinander.